# روبرت جي. هوستون
روبرت جي. هوستون (بالإنجليزية: Robert G. Houston) هو محامي وسياسي أمريكي، ولد في 13 أكتوبر 1867 في ميلتون في الولايات المتحدة، وتوفي في 29 يناير 1946 في لويس في الولايات المتحدة. حزبياً، نشط في الحزب الجمهوري. وقد انتخب عضو مجلس النواب الأمريكي.